# Serial Line Internet Protocol
SLIP (ang. Serial Line Internet Protocol) – protokół używany dawniej przy połączeniach modemowych (połączenie wdzwaniane, ang. dial-up). Obecnie niemal całkowicie zastąpiony przez nowszy i bardziej elastyczny protokół PPP. Działanie protokołu sprowadza się do definicji sposobu ramkowania danych. Nie istnieje wykrywanie ani naprawa błędów. Jedynym jego celem jest wysyłanie pakietów na łącze szeregowe.
Protokół SLIP obsługuje wyłącznie transmisje datagramów protokołu IP (maksymalna długość 1006 bajtów), kapsułkowanych w swoich ramkach. Transmisja ta może się odbywać zarówno w łączach synchronicznych jak i asynchronicznych. 
CSLIP (ang. Compressed SLIP) to wersja protokołu SLIP, która kompresuje dane przed transmisją.